# Palacio Episcopal de Segovia
El Palacio Episcopal de Segovia es un edificio ubicado en el centro histórico de la ciudad española de Segovia. Fue residencia de los sucesivos obispos hasta 1969.

## Descripción
El edificio, situado en la plaza de San Esteban, se construyó en tiempos de Felipe II con el propósito expreso de albergar el palacio episcopal. Aparece descrito en el decimocuarto volumen del Diccionario geográfico-estadístico-histórico de España y sus posesiones de Ultramar, dentro del capítulo dedicado a la ciudad, con las siguientes palabras:

Palacio episcopal. Estuvo antiguamente junto á la cated. vieja, muy cerca del alcázar, y con la continuacion de alborotos y guerras se hallaba tan mal parado que no podian habitarle los ob.: el que lo era en 1472 D. Juan Arias, habia fabricado al lado E. de la misma cat., unas suntuosas casas, y estando en Turégano en 12 de julio de este año, hizo donacion de ellas á la mesa ob. erigiéndolas en palacio: pero tampoco continuaron en este sitio los prelados, pues en tiempo de D. Felipe II se fabricó el actual en la plazuela de San Estéban. Tiene su fachada principal al O., y consta de planta baja y un cuerpo superior, todo de piedra berroqueña de grano grueso, almohadillada y sin adornos: la portada de arco redondo, con una columna arrimada á cada lado tiene en su parte superior las armas episcopales: en el piso bajo hay siete rejas, 4 á la der. de la puerta y 3 á la izq. en dist. desiguales; en el alto 9 balcones, 5 á la der. y 4 á la izq. con guardapolvos: el patio es cuadrado con 5 arcos redondos á cada frente, sobre cada uno un balcon, y encima del que hace el centro las armas de los ob., todo de piedra cárdena y parece posterior á la fachada, la escalera y el interior es cómodo y bien distribuido.
(Madoz, 1849, p. 114)

En el epígrafe de Las calles de Segovia (1918) que versa sobre la plaza, Mariano Sáez y Romero dice lo siguiente:

Se admira en esta gran plazuela el Palacio Episcopal, amplio y hermoso edificio de larga fachada que llena uno de sus lados con graníticas ventanas enrejadas abajo, y balcones con frontes y bustos. Tiene una monumental escalera y un patio también muy proporcionado de sólida arquería. Estuvo hasta 1525 el antiguo Palacio Episcopal contiguo a la anterior Catedral en la Plaza del Alcázar.
(Sáez y Romero, 1918, pp. 156-157)

En 1635, se vendió a la familia Salcedo, por lo que también es conocido como palacio de los Salcedo, del que se conserva la fachada y portada renacentista.[cita requerida]
En 1755 Manuel Murillo Argáiz, obispo de Segovia, adquirió el palacio mediante censo perpetuo de Josefa de Salcedo y Lasso de la Vega, Figueroa, Córdoba y Ladrón de Guevara, para convertirlo en palacio episcopal. Desde su adquisición, se utilizó como residencia de los sucesivos obispos hasta 1969 y sirvió de centro administrativo, pastoral y cultural de la Diocésis de Segovia hasta principios de los siglos XXI.[cita requerida]
En 2021, el Cabildo de la Catedral de Segovia asume su gestión y la incorporación de herramientas divulgativas.[cita requerida]